# TCM (Latinoamérica)
TCM es un canal de televisión por suscripción latinoamericano de origen estadounidense. Es propiedad de Warner Bros. Discovery y es operado por Warner Bros. Discovery Latin America, bajo la marca internacional Turner Classic Movies. Su programación está dirigida a un público de 40 años en adelante.
Inicialmente el canal se especializaba en la exhibición de cine clásico de Hollywood de la década de 1930 a 1970. Sin embargo, a partir de 2011 su ventana se amplió a películas y series de televisión de la década de 1980 a 2000.

## Historia
En septiembre de 2004, Turner Broadcasting System Latin America creó TCM para Latinoamérica, especializado en sus inicios en el cine desde los principios de Hollywood hasta la década de 1970, con una sola señal simultánea para toda la región y sin comerciales.
En octubre de 2007, Turner adquirió un paquete de siete señales de Claxson Interactive Group (Fashion TV, HTV, I.Sat, Much Music, Retro, Space e Infinito), entre las cuales estaba Retro, la competencia directa de TCM.
El 1 de enero de 2009, se lanzó una señal exclusiva para Brasil, y el 1 de marzo una señal para Argentina, además de emitir en idioma original con subtítulos las películas en horario prime-time. En abril, Turner decide fusionar Retro con TCM, pasando la gran mayoría de su programación a este último y reemplazando Retro por TruTV. En abril de 2009, TCM cambió de imagen en pantalla y sutilmente reemplazó su eslogan, de Classic Hollywood a Classic Entertainment. En 2012 cambió de imagen una vez más y su eslogan cambió de Classic Entertainment a Turner Classic Movies.
El 2 de noviembre de 2015, el canal estrenó un nuevo logotipo e imagen, enfocando su programación a series y películas de los años 1980 al 2000.
El 10 de enero de 2024, Warner Bros. Discovery Latin America decide lanzar a través del satélite Intelsat 34 las señales en alta definición de Tooncast y TCM, transmitiendo el mismo contenido que su señal en definición estándar.